# 三江源国立自然保護区

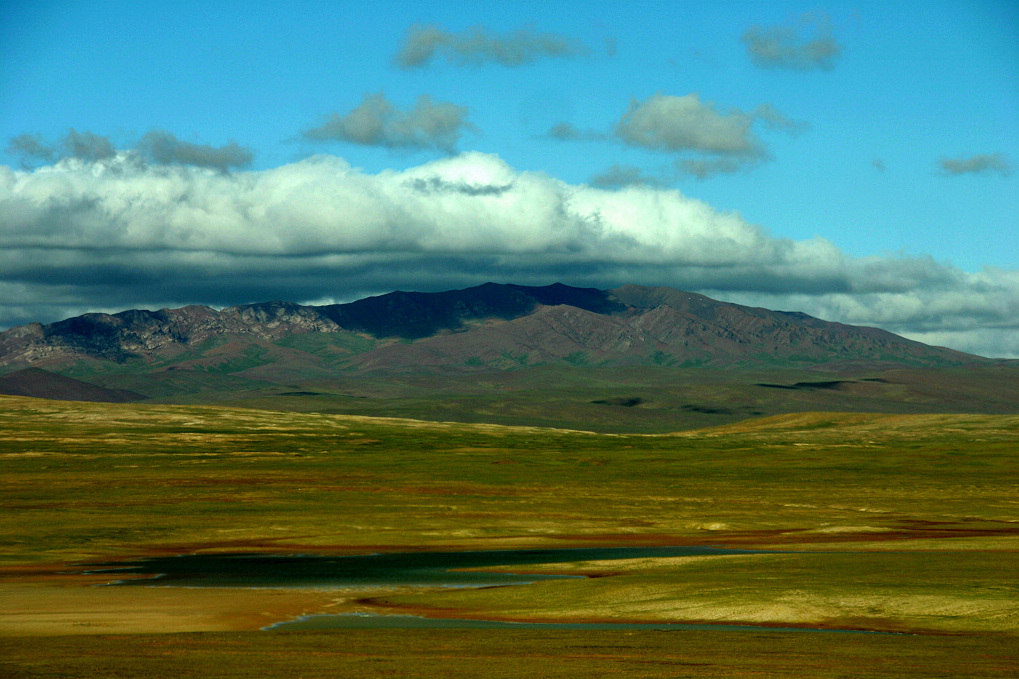
フフシル自然保護区

三江源国立自然保護区（中国語: 三江源国家公园）は、中華人民共和国青海省の南部にある保護地域である。世界で二番目に広い保護地域であり、152,300平方キロメートルの土地をカバーしている。イングランドとウェールズを合わせたよりも広い保護区の住民は約20万人である。この地域には揚子江、黄河、メコン川（瀾滄江）の3つの大きな川の源流があり、数多くの湿地に恵まれている。保護区には合計18の特別保護区があり、（1）湿地保護地帯、（2）野生保護地帯、（3）低木森林保護地帯の3種類に分類される。この地域には、チベットガゼル、プシバルスキーガゼル、クチジロジカ、クチグロナキウサギ、オオカミ、絶滅危惧種であるノヤクとチルーなどのチベット高地の典型的な野生動物およびアカハジロ、ソウゲンワシ、オグロヅル、セーカーハヤブサ、カワアイサなどの鳥類とChuanchia labiosa、Gymnocypris eckloni、Gymnodiptychus pachycheilus、Schizopygopsis malacanthusなどの魚類の生息地がある。
公園内の扎陵湖、鄂陵湖と隆宝灘はラムサール条約登録地である。